# Galileo Chanes
Galileo Chanes – piłkarz urugwajski, pomocnik.
Grający od 1932 roku w klubie CA Peñarol Chanes wygrał pierwsze zawodowe mistrzostwa Urugwaju, a w 1933 i 1934 roku został wicemistrzem Urugwaju. Następnie trzy razy z rzędu zdobył mistrzostwo Urugwaju - w 1935, 1936 i 1937.
Jako piłkarz Peñarolu wziął udział w turnieju Copa América 1937, gdzie Urugwaj zajął czwarte miejsce. Chanes zagrał w trzech meczach - z Paragwajem, Peru i Chile.
W 1938 roku Chanes przeniósł się do Argentyny, gdzie rozegrał 11 meczów w barwach klubu CA Huracán.
Od 18 lipca 1934 roku do 10 stycznia 1937 roku Chanes rozegrał w reprezentacji Urugwaju 5 meczów, w których nie zdobył żadnej bramki.